# Svatovík
Svatovík (též Na Valech) je raně středověké hradiště západně od vsi Hradišťko I u Veltrub v okrese Kolín. Od roku 1987 je chráněno jako kulturní památka.
Hradiště s rozlohou asi 2,3 hektaru se nachází mezi zaniklými labskými meandry. Na západní straně jej chránil příkop a po celém obvodu hradba s čelní na sucho kladenou zdí širokou až dva metry. Částečně se z ní dochoval nevýrazný val, který je na západní straně výrazně narušen orbou. Doba osídlení hradiště je pomocí keramiky datována do mladší doby hradištní.